# Владимир Колев (актьор)
Вижте пояснителната страница за други личности с името Владимир Колев.
Владимир Колев Колев е български актьор.
Занимава се и с озвучаване на реклами, филми и сериали от около 2000 г. Някои от заглавията с негово участие са „Частна практика“, „Единадесетият час“, „Ирис“, „Мащехата“ (дублаж на Саунд Сити Студио), както и минисериалите „Братя по оръжие“ (дублаж на студио Доли) и „Затворникът“.
| Актьор              | Заглавия | Роли                                         |
| ------------------- | --- | -------------------------------------------- |
| Андре Брауър        | Фантастичната четворка и Сребърният сърфист Мъже на средна възраст                                                                                          | Генерал Хагър Оуен Торо младши               |
| Антонио Бандерас    | Интервю с вампир Руби Спаркс: Мечтаното момиче | Арманд Морт                                  |
| Арън Екхарт         | Благодаря за пушенето Код: Лондон | Ник Нейлър Президент Бенджамин Ашър          |
| Боб Гънтън          | Перфектната буря Пропукване | Алегзандър Маканали III Съдия Гарднър        |
| Велизар Бинев       | Американски тюлени (дублаж на студио VMS) Американски тюлени 2: Първична сила (дублаж на студио VMS)                                                        | Фостър Бърд Борис Симеаноф                   |
| Гай Пиърс           | Войната е опиат (дублаж на Медиа Линк) Скитникът | Сержант Матю Томпсън Ерик                    |
| Дакин Матюс         | Орелът (дублаж на Диема Вижън) Инстинкт | Клавдий Марцел Съдия Брукс                   |
| Дани Глоувър        | Маверик (дублаж на БНТ) Извинете за безпокойството Последният тъмнокож в Сан Франциско                                                                      | Банков обирджия Лангстън Дядо Алън           |
| Дейв Франко         | Зрителна измама 2 (дублаж на студио VMS) Ако Бийл Стрийт можеше да говори                                                                                   | Джак Уайлдър Леви                            |
| Дейвид Морз         | Войната е опиат (дублаж на Медиа Линк) Мъртва точка (дублаж на студио VMS)                                                                                  | Полковник Рийд Ханк Кроуфорд                 |
| Дейвид Ойелоуо      | Извън релси (дублаж на bTV) Клетниците | Полицай Джо Жавер                            |
| Денис О'Хеър        | Извън релси (дублаж на bTV) Орелът (дублаж на Диема Вижън) Вечерното шоу                                                                                    | Джери Луторий Брад                           |
| Джефри Дийн Морган  | Военна прокуратура (втори дублаж на студио Доли) Свръхестествено (дублаж на студио VMS)                                                                     | Конър Джон Уинчестър/Азазел                  |
| Джейсън Кларк       | Враг номер едно (дублаж на Диема Вижън) Първият човек | Дан Едуард Уайт                              |
| Джон Сина           | Първична сила/Разбиване Пехотинецът Тотал щета | Себе си Джон Тритън Стивън                   |
| Джон Райли          | Перфектната буря Рики Боби: Лудият на макс | Дейл „Мърф“ Мърфи Кал Нотън младши           |
| Дуейн Джонсън       | Сан Андреас Rampage: Унищожителите | Реймънд Гейнс Дейвис Окойе                   |
| Иън Макшейн         | Джон Уик Джон Уик 2 (дублаж на студио VMS) | Уинстън                                      |
| Калъм Кийт Рени     | Кодово име: Чистачът Пъзелът (дублаж на Медиа Линк) | Шоу Детектив Халоран                         |
| Кевин Чембърлин     | Път към отмъщение Късметът на Слевин | Бияча Франк Марти                            |
| Киърън Хайндс       | Път към отмъщение Лара Крофт Томб Рейдър: Люлката на живота (дублаж на Медиа Линк) Първият човек                                                            | Фин Макгавърн Джонатан Райс Боб Гилрут       |
| Кристофър Уокън     | Мъж под прицел (дублаж на Андарта Студио) Завист | Пол Рейбърн Джей-Мен Годард                  |
| Майкъл Гастън       | Мъртва точка (дублаж на студио VMS) Покварена вяра | Томас Картър Едуард Балк                     |
| Мартин Фрийман      | Спокойна нощ Краят на света | Гари Шалър Оливър Чембърлейн                 |
| Морис Честнът       | Като Майк Перфектният човек | Трейси Рейнолдс Дейвид Кинг                  |
| Мюз Уотсън          | Знам какво направи миналото лято Още знам какво направи миналото лято                                                                                       | Бен Уилис/Рибаря                             |
| Навид Негабан       | Американски снайперист Загиващ ум | Шейх Ал-Ободи Д-р Сухел Наджар               |
| Оливър Форд Дейвис  | Междузвездни войни: Епизод I - Невидима заплаха (дублаж на Диема Вижън) Междузвездни войни: Епизод II - Клонираните атакуват (дублаж на Диема Вижън)        | Сайо Бибъл                                   |
| Патрик Уорбъртън    | Камуфлаж (втори дублаж) Големи неприятности | Хорас Тът Младши Полицай Уолтър Крамиц       |
| Питър Хърман        | Обратно в играта 40 е новото 20 (без четвърти сезон) | Грег Чарлс Брукс                             |
| Рик Оувъртън        | Ед телевизията Вечеря за идиоти (дублаж на студио VMS) | Бари Чък                                     |
| Стийв Бушеми        | Разчитай на Пийт Мъртвите не умират | Дел Франк Милър                              |
| Терънс Стамп        | Междузвездни войни: Епизод I - Невидима заплаха (дублаж на Диема Вижън) Червената планета (дублаж на Медиа Линк)                                            | Канцлер Валорум Д-р Бъд Чантилас             |
| Фин Уитрок          | Ако Бийл Стрийт можеше да говори Последният тъмнокож в Сан Франциско                                                                                        | Хейуорд Клейтън Нюсъм                        |
| Форест Уитакър      | Последният крал на Шотландия Щитът (дублаж на bTV) | Иди Амин Лейтенант Джон Кавана               |
| Хейдън Кристенсен   | Междузвездни войни: Епизод II - Клонираните атакуват (дублаж на Диема Вижън) Междузвездни войни: Епизод III - Отмъщението на ситите (дублаж на Диема Вижън) | Анакин Скайуокър                             |
| Хълк Хоган          | Г-н Бавачка (дублаж на bTV) Гръм в рая (дублаж на студио Триада)                                                                                            | Шон Армстронг Рандолф Джей „Урагана“ Спенсър |
| Яхя Абдул Матийн II | Нас Матрицата: Възкресения | Уейланд Морфей                               |

## Филмография
- Отдел Издирване (2021) – Главен секретар
- Бойка: Фаворитът (2016) – (САЩ, България) – Койчев
- „Връзки“ (2015) – Явор
- „Под прикритие“ (2012) – Станислав Вълчанов
- „Главно представление“ (2009) Command Performance – Николай
- „Кодът“ (2009) – Андрей
- „Къщата“ (2004) - бащата
- „Колобър“ (2001) – полицай
- Най-важните неща (2-сер. тв, 2001) – бодигард 1
- „Огледалото на дявола“ (2001) 4 серии – бодигард